# Abdulaziz Ladan Mohammed
Abdulaziz Ladan (arabisch عبد العزيز لادان محمد, DMG ʿAbd al-ʿAzīz Lādān Muḥammad; * 7. Januar 1991 in Dschidda) ist ein saudischer Mittelstreckenläufer, der sich auf den 800-Meter-Lauf spezialisiert hat.

## Sportliche Laufbahn
Erste internationale Erfahrungen sammelte Abdulaziz Ladan Mohammed im Jahr 2009, als er bei den Arabischen Meisterschaften in Damaskus in 1:52,23 min den sechsten Platz im 800-Meter-Lauf belegte. Anschließend schied er bei den Hallenasienspielen in Hanoi mit 1:58,07 min im Vorlauf aus und gelangte kurz darauf bei den Asienmeisterschaften in Guangzhou mit 1:53,69 min auf Rang acht. Im Jahr darauf wurde er bei den Arabischen-Juniorenmeisterschaften in Kairo in 1:51,38 min Vierter und anschließend gewann er bei den Juniorenasienmeisterschaften in Hanoi in 1:48,97 min die Bronzemedaille über 800 Meter und belegte mit der saudischen 4-mal-400-Meter-Staffel in 3:25,78 min den achten Platz. Daraufhin schied er bei den Juniorenweltmeisterschaften im kanadischen Moncton mit 1:50,78 min im Halbfinale über 800 Meter aus und verpasste mit der Staffel mit 3:14,95 min den Finaleinzug. Im November nahm er an den Asienspielen in Guangzhou teil und schied dort mit 1:50,39 min im Vorlauf aus. 2011 schied er bei den Militärweltspielen in Rio de Janeiro mit 1:51,47 min im Semifinale über 800 Meter aus und kam mit der Staffel im Finale nicht ins Ziel. Im Dezember wurde er bei den Panarabischen Spielen in Doha im Finale über 800 Meter disqualifiziert und kam auch im 1500-Meter-Lauf nicht ins Ziel. Im Jahr darauf startete er bei den Olympischen Sommerspielen in London und erreichte dort das Halbfinale über 800 Meter und schied dort mit 1:48,98 min aus.
2013 gewann er bei den Arabischen Meisterschaften in Doha in 1:46,70 min die Bronzemedaille über 800 Meter hinter dem Katari Musaeb Abdulrahman Balla und Abraham Rotich aus Bahrain und anschließend sicherte er sich bei den Asienmeisterschaften in Pune in 1:47,01 min die Silbermedaille hinter dem Katari Balla. Er startete bis 2016 bei weiteren internationalen Meisterschaften, wurde aber 2016 des Dopings überführt und alle seine Ergebnisse seit den Weltmeisterschaften 2013 in Moskau wurden nachträglich annulliert und Ladan bis 2019 mit einer Sperre belegt. 2023 startete er bei den Asienmeisterschaften in Bangkok und schied dort mit 1:51,89 min im Vorlauf aus.
In den Jahren 2011 und 2013 wurde Ladan saudi-arabischer Meister im 800-Meter-Lauf.

## Persönliche Bestzeiten
- 800 Meter: 1:44,36 min, 13. Juli 2013 in Heusden-Zolder
  - 800 Meter (Halle): 1:58,07 min, 1. November 2009 in Hanoi
- 1500 Meter: 3:47,80 min, 30. Mai 2012 in Riad